# Hyrnetho
 Hyrnetho (altgriechisch Ὑρνηθώ Hyrnēthṓ) war in der griechischen Mythologie eine Tochter des Temenos, Königs von Argos und Enkel des Herakles.
Sie war mit Deiphontes verheiratet. Ihr Vater Temenos zog diesen seinen eigenen Söhnen vor, worauf sie ihn töteten. Als er im Sterben lag, setzte er Deiphontes als seinen Nachfolger ein. Obwohl das Heer ihn als König akzeptierte, zog er wegen der andauernden Feindschaft seiner Schwäger mit seiner Gattin nach Epidauros, dessen König ihm die Herrschaft überließ. Darauf zogen Söhne des Temenos nach Epidauros, um ihre Schwester Hyrnetho dazu zu bewegen, dass sie ihren Mann verlasse. Da sie sich weigerte, raubten sie ihre Brüder, Deiphontes verfolgte sie, und beim anschließenden Kampf kam Hyrnetho um das Leben. Deiphontes bestattete sie und errichtete zu ihren Ehren ein Heroon, das Hyrnethion genannt wurde. (Pausanias 2,28)